# تعلم بالاكتشاف

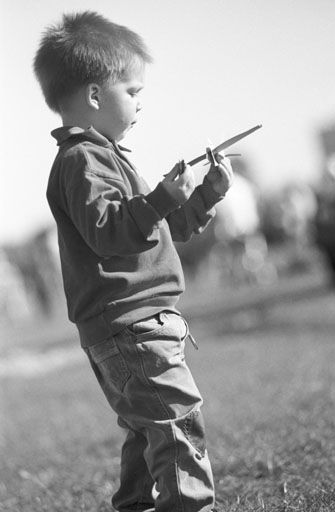

التعلم بالاكتشاف هو أحد أساليب التعلم القائم على الاستقصاء كما يعد منهجًا يعتمد على البنائية في التعليم؛ حيث يدعمه عمل أصحاب النظريات في التعليم وعلماء النفس مثل جان بياجيه، وجيروم برونر، وسيمور بابيرت. وعلى الرغم من أن هذا النوع من التعليم قد حقق رواجًا هائلاً، فقد أثير بعض الجدل حول فعاليته (ماير، 2004).
كثيرًا ما يرجع الفضل في تأسيس مجال التعلم بالاكتشاف إلى جيروم برونر في حقبة الستينيات من القرن العشرين، إلا أن أفكاره كانت في غاية التشابه مع أفكار كتاب مبكرين (مثل جون ديوي). ويقول برونر إن «ممارسة الفرد للاكتشاف بنفسه تعلمه الحصول على معلومات بطريقة تجعل هذه المعلومات ملائمة لحل المشكلات» (برونر، 1961، ص. 26). ولاحقًا أصبحت هذه الفلسفة ما عرف باسم حركة التعلم بالاكتشاف في ستينيات القرن العشرين. ويحث شعار هذه الحركة الفلسفية على أننا يجب أن «نتعلم بالممارسة». وفي عام 1991، تأسست مدرسة جراور، وهي مدرسة ثانوية خاصة في إنسينيتاس، بكاليفورنيا، حيث رفعت شعار «التعلم بالاكتشاف»، وتضمن برنامج التخرج بها سلسلة من الرحلات الاستكشافية في أنحاء العالم. (انظر التعلم بالرحلات الاستكشافية.)
ومن الممكن أن يشمل شعار التعلم بالاكتشاف مجموعة متنوعة من الأساليب التعليمية. ووفقًا للاستعراض التحليلي البعدي الذي أجراه كل من ألفيري، وبروكس، وألدريتش، وتننباوم (2011)، تتراوح مهام التعلم بالاكتشاف بين الاكتشاف ضمني النمط، والاستنباط من التفسيرات والعمل بالاستعانة بالكتيبات وإجراء المحاكاة. وقد يحدث التعلم بالاكتشاف في أي وقت لا يتوفر فيه أمام الطالب إجابة دقيقة ولكنه بدلاً من ذلك يمتلك المواد التي قد يعثر على الإجابة بها.
يشيع استخدام التعلم بالاكتشاف في مواقف حل المشكلات حيث يعتمد المتعلم على خبراته الخاصة، ومعرفته السابقة، كما أنها طريقة تمكن الطلاب من التفاعل مع بيئتهم باكتشاف الأشياء ومعالجتها، والتعامل مع الأسئلة والخلافات، أو إجراء التجارب.

## التعلم بالاكتشاف وتعليم ذوي الاحتياجات الخاصة
في ظل تشجيع الطلاب من ذوي الاحتياجات الخاصة على المشاركة في منهج التعليم العام، يشكك علماء بارزون في هذا المجال فيما إذا كانت الفصول التعليمية العامة المعنية بالتعلم بالاكتشاف بإمكانها أن توفر بيئة تعليمية ملائمة للطلاب من ذوي الاحتياجات الخاصة. وقد أعرب كوفمان عن قلقه بخصوص استخدام التعليم القائم على الاكتشاف بدلاً من التوجيه المباشر. فيقول كوفمان، حتى يمكن النجاح في تعلم الحقائق والمهارات التي يحتاجون إليها، يجب تعليم هذه الحقائق والمهارات بطريق مباشر وليس الطريق غير المباشر. لأن المعلم يكون في يده زمام الأمر وليس الطالب، ويكون هو الشخص المسؤول عن تقديم المعلومات للطلاب (2002).

أثبت هذا الرأي حجته خاصة مع التركيز على الطلاب الذين يعانون من صعوبات في الرياضيات وأثناء تعليمها. ويذكر فوكس وآخرون. (2008)، 

عادة ما يستفيد الطلاب الذين يمكنهم التطور من برنامج تعلم الرياضيات العام، والذي يعتمد، جزئيًا على الأقل، على أسلوب التعليم البنائي الاستقرائي. ومع ذلك، يخفق الطلاب الذين يعانون من صعوبات واضحة في الرياضيات من الاستفادة من هذه البرامج بطريقة تمكنهم من استيعاب البنية، والمعنى، والمتطلبات التشغيلية للرياضيات... ويتطلب التدخل الفعال للطلاب الذين يعانون من صعوبات في الرياضيات شكلاً تعليميًا واضحًا من أشكال التوجيه..

ويواصل فوكس وآخرون مشيرًا إلى ضرورة متابعة التوجيه الواضح والمباشر بتوجيهات تتوقع سوء الفهم، وتقدم لها تفسيرات مختصرة.
ومع ذلك، يركز القليل من الطلاب على الناتج طويلة المدى للتوجيه المباشر. وتظهر الدراسات طويلة المدى أن التوجيه المباشر ليس له أي أفضلية على غيره من طرق التعليم. فعلى سبيل المثال، وجدت إحدى الدراسات في مجموعة من طلاب الصف الرابع الذين تم تدريسهم لـ 10 أسابيع، وتم قياس نتائجهم لمدة 17 أسبوعًا، أن التعليم المباشر لم يؤد إلى نتائج قوية على المدى الطويل بالمقارنة بالممارسة فقط (دين وكوهن 2006). وأشار باحثون آخرون إلى وجود دراسات واعدة في هذا المجال للدمج بين البنائية والتعلم التعاوني بحيث يلبي المنهج وطرق التدريس احتياجات مختلف المتعلمين في محيط شمولي (برانتلينجر، 1997). ومع ذلك، فإن من المشكوك فيه مدى نجاح هذه الإستراتيجيات المتطورة وأثرها على نتائج الطلاب الفورية وعلى المدى الطويل.

## نقد التعلم بالاكتشاف
يدور الآن نقاش في الأوساط التعليمية يشكك في فعالية هذا النموذج التعليمي (كيرشنر، وسويلر، وكلارك، 2006). ويعود أصل هذا النقاش إلى حقبة الخمسينيات من القرن العشرين عندما بدأ الباحثون للمرة الأولى مقارنة نتائج التعلم بالاكتشاف مع غيره من أشكال التعليم الأخرى (ألفيري، وبروكس، ألدريتش، وتننباوم، 2011).
ذكر برونر (1961) دعمًا لمفهوم التعلم بالاكتشاف أن الطلاب يكونون أكثر قابلية لتذكر المفاهيم إذا قاموا باكتشافها بأنفسهم مقارنة بتلقينها لهم. وهذا هو الأساس الذي بني عليه التعلم بالاكتشاف.
ففي التعلم بالاكتشاف المجرد، يطلب من المتعلم اكتشاف محتوى جديد عن طريق إجراء أبحاث، أو تنفيذ إجراءات مع تلقي القليل من العون، إن وجد. «فعلى سبيل المثال، قد يقدم أستاذ العلوم عرضًا مختصرًا لكيفية تغير الألوان بالاعتماد على كثافة مصدر الضوء ثم يطلب منهم تصميم تجاربهم الخاصة لدراسة هذه العلاقة بين اللون وكثافة مصدر الضوء» (مارزانو، 2011، ص. 86). وفي هذا المثال يمنح المعلم الطالب فرصة لاستكشاف المحتوى بنفسه. ونظرًا لأن الطلاب يترك لهم اكتشاف الموضوعات بأنفسهم، أعرب الباحثون عن قلقهم من أن تشوب عملية التعلم بعض الأخطاء، وسوء الفهم، أو الارتباك أو الإحباط للمتعلم (ألفيري وآخرون، 2011).
ففي الوقت الذي يتم فيه الاستشهاد بمقالة برونر بوصفها إطارًا أساسيًا للتعلم بالاكتشاف، فقد حذر أيضًا من أن الاكتشاف لا يمكن تقديمه على الأساس المعرفي لهذا الموضوع ولا يمكن طرحه دون هذا الأساس (ألفيري وآخرون، 2011). وتقول الأبحاث الحالية، مثل كيرشنر، وسويلر، وكلارك (2006) أنه لا يوجد سوى أدلة تجريبية قليلة لدعم التعلم بالاكتشاف المجرد. واقترح كيرشنر وآخرون، على وجه التحديد، أن البيانات التجريبية لخمسين عامًا لا تدعم هؤلاء الذين يستخدمون طرق التعليم غير الموجه. وأعاد التفسير الذاتي الذي أجراه ألفيري وزملاؤه التأكيد على مثل هذه التحذيرات.
ويجادل ماير (2004) أن مهام التعلم بالاكتشاف التي لا تصحبها أي مساعدة لا تقدم للطلاب أي فائدة في استكشاف قواعد حل المشكلات، أو إستراتيجيات الحفاظ، أو مفاهيم البرمجة. ومع ذلك، فإنه يعترف أنه في بعض الظروف قد تصبح المناهج البنائية ذات فائدة، حيث يفتقر التعلم بالاكتشاف المجرد في طبيعته إلى وجود بنية له، ومن ثم فإنه لن يقدم أي فائدة للمتعلم.
ويشير ماير أيضًا إلى أن الاهتمام بالتعلم بالاكتشاف قد مر بمراحل ازدهار وتدهور منذ ستينيات القرن الماضي. وأضاف أنه في كل حالة أظهرت الدراسات التجريبية أن استخدام طرق الاكتشاف وحدها أمر غير مستحسن، يقوم الباحثون بإعادة تسمية هذه المناهج التعليمية، فتتعرض للنقد مجددًا، ثم يعاودون تسميتها وهكذا يتكرر الأمر.
بالإضافة إلى ذلك، وجد العديد من المعلمين دليلاً على أن التعلم بالاكتشاف المجرد أقل فعالية بوصفه إستراتيجية تعليمية للمبتدئين، مقارنة بالإستراتيجيات التعليمية المباشرة الأخرى (مثل: توفنين وسويلر 1999). طرح ماير السؤال التالي: «هل يجب سن قانون الضربات الثلاث ضد التعلم بالاكتشاف؟» فعلى الرغم من أن تعلم المرء بالاكتشاف قد يكون أسلوبًا تعليميًا ساحرًا، فإنه قد يصبح محبطًا أيضًا.
وكانت الفكرة الرئيسية وراء هذه الانتقادات هو أن المتعلمين بحاجة إلى الإرشاد (كيرشنر وآخرون، 2006)، ولكن بعد أن يكتسبوا الثقة والكفاءة قد يصبحون قادرين على التعلم بالاكتشاف.

## آثار التعلم بالاكتشاف على العبء المعرفي
أجريت الكثير من الأبحاث بمرور الزمان (ماير، 2001؛ باس، رينكل، وسويلر 1999، 2004؛ وين، 2003) لإثبات الآثار السلبية للتعلم بالاكتشاف، وخاصة مع المبتدئين. «تقترح نظرية العبء المعرفي أن الاستكشاف الحر للبيئة عالية التعقيد قد يخلق عبئًا ثقيلاً للذاكرة التشغيلية» (كيرشنر، وسويلر، وكلارك، 2006). لا يمتلك المتعلمون المبتدئون المهارات اللازمة لدمج المعلومات الجديدة بالمعلومات التي تعلموها فيما مضى. ذكر سويلر أن البديل الأفضل للتعلم بالاكتشاف هو التعلم بالتوجيه. ويساعد التعلم بالتوجيه الاستذكار الفوري للحقائق في مقابل المناهج غير الموجهة بالإضافة إلى مهارات النقل طويل المدى وحل المشكلات (كيرشنر، وسويلر، وكلارك، 2006).

## التعلم بالاكتشاف المعزز
يصف روبرت مارزانو (2011) التعلم بالاكتشاف المعزز بوصفه عملية تتضمن إعداد المتعلم لمهام التعلم بالاكتشاف عن طريق توفير المعرفة اللازمة لإنجاز المهام بنجاح. وفي هذا النهج، لا يوفر المعلم المعرفة الضرورية لإكمال المهمة فقط، ولكنه يوفر العون خلال أداء المهمة. وقد يتطلب هذا الإعداد للمتعلم والعون المقدم له بعض التوجيه المباشر. «فعلى سبيل المثال، قبل سؤال الطلاب عن أفضل السبل لتمدد عضلات الركبة في الطقس البارد، على المعلم أن يقدم سلسلة من الدروس لتوضيح الحقائق الرئيسية حول العضلات وردة فعلها تجاه التغيرات في الطقس» (مارزانو، 2001، ص. 87).
ومن الجوانب الأخرى للتعلم بالاكتشاف المعزز هو السماح للمتعلم بابتكار أفكار حول الموضوع بالإضافة إلى الطريقة التي يشرح بها الطلاب طريقتهم في التفكير (مارزانو، 2011). فالمعلم الذي يطلب من طلابه ابتكار إستراتيجيتهم الخاصة لحل المشكلات قد يعرض لهم أمثلة على كيفية حل مشكلات مشابهة قبل تكليفهم بمهمة التعلم بالاكتشاف. «قد يتقدم أحد الطلاب في أول الفصل لحل المشكلة الأولى، مشاركًا غيره في طريقة تفكيره بصوت مرتفع. وقد يسأل المعلم الطلاب ويساعدهم على صياغة تفكيرهم في شكل خطوط عامة للتقدير، مثل» ابدأ بتقدير مجموع الأعداد ذات القيمة الأعلى. «ومع تقدم بعض الطلاب الآخرين في الفصل لحل المسألة بصوت مرتفع، يتمكن الطلاب من إيجاد قوانين واختبارها» (مارزانو،2011، ص. 87).